# Общество художников-индивидуалистов
Общество художников-индивидуалистов - объединение художников, существовавшее в Петрограде—Ленинграде в 1920-1930 годах.

## История
Возникло в Петрограде в 1920 году. Первая выставка Общества художников-индивидуалистов открылась в 1921 на Каменном острове. В том же году в залах Общества поощрения художеств (Морская, 38) прошла 2-я выставка. Среди экспонентов первых выставок были художники Болотов П. П., Бродский И. И., Вельц И. А., Волков П. И., Геллер П. И., Иванов А. П., Клевер Ю. Ю., Маковский А. В., Маковский К. Е., Наумов П. С., Неймарк Л. Г., Петров-Водкин К. С., Приселков С. В., Шишмарев С. Я., Шультце И. Ф. и другие.
В последующем круг экспонентов расширялся, проведение выставок сопровождалось изданием каталогов. Так, в VI-й выставке 1926 года участвовали 51 художник, экспонировалось 446 произведений. В VII-й выставке, открытой в марте 1928 года в залах Общества поощрения художеств, приняли участие 61 художник. Экспонировалось свыше 480 произведений живописи, графики и скульптуры. Среди экспонентов были Альбокринов А. А., Аникин С. П., Антипова О. Н., Балунин М. А., Бормоткин В. М., Бондарева Е. П, Бровар Я. И., Броновицкий Г. Ф., Бузин Е. Н., Виханский С. Н., Геллер П. И., Герман Я. Л., Девяткин С. Е., Дементьев В. В., Дмитриев-Челябинский И. Я., Долбилкин, Жаба А. К., Зарубин В. И., Зимин Г. Д., Зорин Ф. Т., Иванов А. П , Иванов М. Ф., Калугин С. А., Кириллова А. М., Кирсанов К. В., Клевер Ю. Ю., Климентов С. И., Клопов В. А., Кокорев В. Н., Колпаковская В. Н., Кремер В. В., Лапшин, Н. Ф., Ланге Г. И., Лапускин И. В., Лепилов К. М., Лепилова О. Д., Лужковский Е. Г., Львов И. А., Мирский Б. И., Неймарк Л. Г., Орехов В. П., Осипов Н. М, Плиско А. Я., Пук Г. Я., Розенберг Л. К., Смелов П. А., Сперанский А. В., Терпиловская Т, М., Титов А. И., Улин А. А., Цветков Б. И., Чернов Н. Н., Чесноков П. В., Шарапов Д. Ф., Шишмарев С. Я., Янков М. Д., Ясинский И. И. и другие.
Последняя 8-я выставка прошла с 7 апреля по 5 мая 1929 года в Ленинграде в бывшем Аничковом дворце. В 1930 году «Общество художников-индивидуалистов» объединилось с «Общиной художников», «Обществом живописцев» и «Обществом художников имени А. И. Куинджи» в общество «Цех художников».

## Экспоненты
- Бродский, Исаак Израилевич
- Жаба, Альфонс Константинович
- Клевер, Юлий Юльевич
- Шишмарев, Сергей Яковлевич